# إدغار كروكشانك

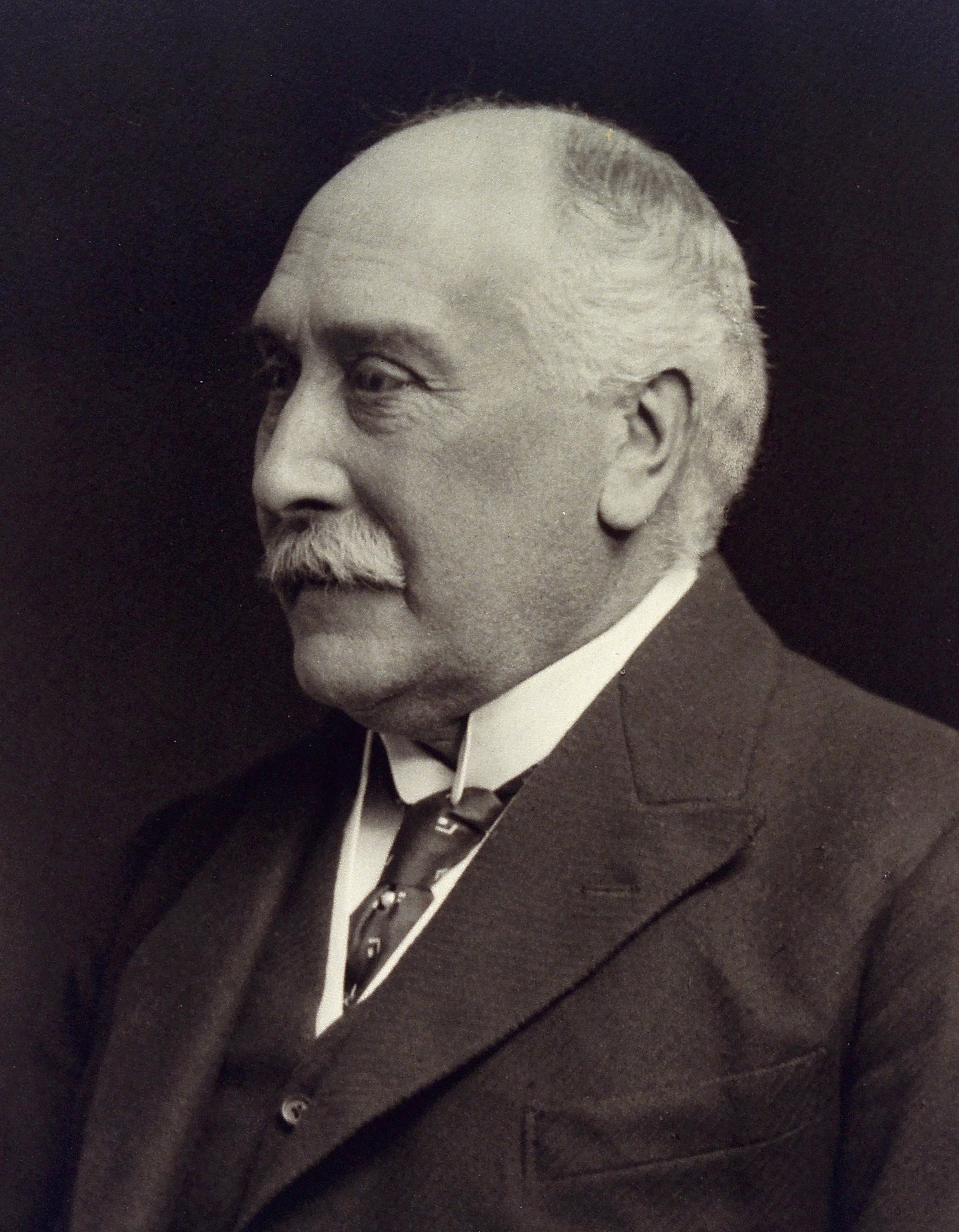
إدغار كروكشانك

إدغار مارش كروكشانك (2 أكتوبر 1858 - 1 يوليو 1928) طبيب إنجليزي وأخصائي في عالم الأحياء الدقيقة.

## سيرتة الشخصية
درس كروكشانك في كلية الملك في لندن وتأهل للطب في عام 1881. عمل لفترة وجيزة كمساعد ل جوزف ليستر، وأشار طبيب لعمله تعزيز المطهرات والتعقيم الجراحي. في عام 1882، عمل كروكشانك كطبيب مع القوات المسلحة البريطانية التي أرسلت إلى مصر نتيجة الثورة العرابية؛ وقد زينت خدمته في معركة التل الكبير.
وعند عودته من مصر، قام كروكشانك بجولة في أوروبا في عام 1884 لمواصلة التدريب الطبي. في برلين، زار مختبر روبرت كوخ وتعلم طرق عزل السلالات البكتيرية للتحقيق في الأمراض المعدية.
عندما عاد إلى لندن، كتب كروكشانك كتابا مدرسيا في مقدمة عن البكتيريا العملية استنادا إلى طرق كوخ، الذي نشر في عام 1886. ونشرت طبعات لاحقة تحت عناوين مختلفة في 1887، 1890 و 1896، والترجمة الفرنسية تم نشرها بواسطة بيرجيود في باريس في عام 1886.
في عام 1885، أسس كروكشانك واحدة من المختبرات البكتريولوجية الأولى في العالم لعلم الأمراض البشرية والبيطرية في لندن.
وكان كروكشانك مهتما أيضا باستخدام التصوير الفوتوغرافي لدراسة البكتيريا حيث نشر تصوير للبكتيريا في عام 1887، النص الأول باللغة الإنجليزية مكرسة فقط لتصوير البكتيريا. في مقدمة هذا الكتاب كتب أن الصور كانت «تهدف إلى إقناع المخطئين من الحقيقة الأساسية للعلوم الجديدة، بأن الكائنات الحية الدقيقة هي سبب أمراض معدية معينة».
خلال هذا الوقت أصبح مهتما في دراسة الأمراض المعدية في الحيوانات وفي عام 1886 مُنح رئيس علم الأمراض المقارنة وبكتريولوجيا في كلية الملك في لندن. وفي دوره الجديد طلب منه التحقيق في تفشي جدري البقر في ليكليد، غلوسترشير.
أدت التحقيقات التي أجراها إلى إعادة النظر في استخدام اللقاحات المستمدة من جدري البقر للتطعيم ضد الجدري، وهو العلاج الذي وضعه إدوارد جينر منذ ما يقرب من مائة عام. وكان استنتاجه هو أن هذه اللقاحات كانت غير فعالة في منع الجدري لأن المرضين (جدري البقر والجدري) كانا «متميزين تماما». بدلا من اللقاح المستمد من جدري البقر، دعا إلى استخدام لقاح أكثر خطورة باستخدام الجدري المضعف. في عام 1889، نشر مقالا مؤلفا من مجلدين حول هذا الموضوع، تاريخ وعلم أمراض التطعيم. كانت سياسات التطعيم موضوعا مثيرا للانقسام في ذلك الوقت وفي الجدل الذي أعقب ذلك نتيجة نشره، استقال كروكشانك من منصبه في كلية كينغز كوليدج في لندن عام 1891. واستمر في الحديث عن المسائل الصحية ولكن لم يعمل أبدا في المختبر مرة أخرى. ومع ذلك، ركز في وقت لاحق على تشجيع العلوم الزراعية والبيطرية، وعمل حاكما للكلية البيطرية الملكية حتى وفاته.
في عام 1894، تم تعيين كروكشانك قاضي السلام ل ساسكس، وفي عام 1906 وقفت دون جدوى كمرشح برلماني إيست غرينستيد باعتباره الاصلاحي. في وقت لاحق، سافر على نطاق واسع في دومينيونس، وأصبح ونائب رئيس اثنين من الشركات الاسكتلندية الأسترالية.

## منشوراتة
- التاريخ وعلم الأمراض، المجلد 1، صحيفة نابو، عام 2010، (ردمك 978-1-144-96409-0)
- كتاب من علم الجراثيم: بما في ذلك مسببات الأمراض المعدية والوقاية منها 2010 (ردمك 978-1-174-75161-5)
- الصور الفوتوغرافية - باكتيريا، جينيرال، 2010، (ردمك 978-1-4588-4154-4)
- دليل علم البكتريا، صيحفة نابو، 2010، (ردمك 978-1-146-49003-0)